# Mehmet Fuat Bozkurt
Mehmet Fuat Bozkurt (* 1. April 1947 in Soğukpınar, Kangal) ist ein türkischer Sprachwissenschaftler, Turkologe, Übersetzer und Autor. Er ist insbesondere bekannt für seine Arbeiten zur türkischen Sprache, zu ethnolinguistischen Studien in Afghanistan und Iran sowie zum Alevitentum in Europa.

## Leben
Bozkurt wurde 1947 im Dorf Soğukpınar geboren. Nach seinem Schulabschluss in Sivas begann er 1965 ein Studium der Türkischen Sprache und Literatur an der Universität Ankara. 1969 schloss er es mit einer Arbeit über den Kangal-Dialekt ab.
Im selben Jahr begann er seine Tätigkeit im Türk Dil Kurumu. 1970 erhielt er ein Stipendium des Bildungsministeriums und ging nach Deutschland, um bei Gerhard Doerfer in Göttingen zu promovieren. 1975 schloss er seine Dissertation über den Bocnurd-Dialekt ab.
Er veröffentlichte seine Beobachtungen aus Iran und Afghanistan in der Fachzeitschrift Türk Dili unter den Titeln „Horasan Günlüğü“ (1976) und „Türkistan Günlüğü“ (1977).

## Akademische Karriere
Bozkurt arbeitete von 1976 bis 1982 an der Ege-Universität und wurde 1983 mit seiner Arbeit über den kasachischen Dialekt in Afghanistan Dozent.
Er lehrte später an den Universitäten in Venedig, Gießen, Hamburg und Rotterdam und war an mehreren internationalen Forschungsprojekten beteiligt. Zudem war er in der Ausbildung von Lehrkräften und der akademischen Beratung von Abschlussarbeiten aktiv.

## Engagement in Europa
In den 1980er Jahren engagierte sich Bozkurt für den Aufbau alevitischer Vereine in Europa. 1987 war er Mitbegründer des ersten eingetragenen Alevi-Vereins in Köln, der als Modell für spätere Vereinigungen diente.
Er vereinte in seiner Arbeit traditionelle Rituale mit modernen Formen des Kulturtransfers und trug dazu bei, Alevitentum als kulturelle Identität in akademische Diskurse einzubringen.

## Werke (Auswahl)
- Türklerin Dili (1992)
- Türklerin Dini (1995)
- Çağdaş Dilbilgisi (1991)
- Semahlar: Alevi Dinsel Oyunları (1990)
- Çağdaşlaşma Sürecinde Alevilik (2000)
- Türkiye Türkçesi: Türkçe Öğretiminde Yeni Bir Yöntem (2010)
- Türkçenin Gizemi (2007)
- Cicero – Uğursuz Gölge (2022)
- Das Gebot: Mystischer Weg mit einem Freund (1988)
- Kurzgrammatik Türkisch (2004)
- Ozanlar Ocağı (2023)

## Auszeichnungen
Bozkurt ist Mitglied von İLESAM, der Tarih Vakfı und des Sprachvereins Dil Derneği. Seine Werke wurden teilweise in andere Turksprachen übersetzt.